# Spanioneura persica
Spanioneura persica är en insektsart som beskrevs av Burckhardt och Lauterer 1993. Spanioneura persica ingår i släktet Spanioneura och familjen rundbladloppor.
Artens utbredningsområde är Iran. Inga underarter finns listade i Catalogue of Life.